# Campylostemon bequaertii
Campylostemon bequaertii là một loài thực vật có hoa trong họ Dây gối. Loài này được De Wild. mô tả khoa học đầu tiên năm 1923.